# 劉謙亨
劉謙亨（1486年—？），字汝撝，號石堂，河南河南府洛陽縣人，民籍，明朝政治人物。

## 生平
正德五年（1510年）河南鄉試第十四名，三十二岁中式正德十二年（1517年）丁丑科会试二百四十三名，三甲二百十一名進士。户部观政，初授行人，嘉靖二年（1523年）五月选授山东道試御史。十年巡按南直隶，以事贬顺德府推官，调大名府，卒。

## 家族
曾祖劉寬；祖父劉敔；父劉寰，曾任典史。母張氏。慈侍下。兄劉乾亨（同科进士）、弟蒙亨、復亨、咸亨、豐亨、随亨、賁亨。